# Trichomoeris amphichrysa
Trichomoeris amphichrysa är en fjärilsart som beskrevs av Edward Meyrick 1913. Trichomoeris amphichrysa ingår i släktet Trichomoeris och familjen praktmalar, Oecophoridae. Inga underarter finns listade i Catalogue of Life.